# Il Nabucco
Il Nabucco (auch: Il dialogo del Nabucco) ist ein Oratorium (Originalbezeichnung: „dialogo a sei voci“) von Michelangelo Falvetti (Musik) mit einem Libretto von Vincenzo Giattini. Es wurde 1683 in Messina uraufgeführt.

## Handlung

### Prolog
Am Ufer des Euphrat
Die allegorischen Figuren des Hochmuts (Superbia) und des Götzendiensts (Idolatria) begeben sich zum Ufer des Euphrat, der sie im Namen Asiens empfängt und nach Babylon sendet („Siamo a riva“ – „Sì posate“). Dort soll der „Hochmut“ König Nabucco mit Gold verlocken und der „Götzendienst“ Nabuccos Völker dazu bewegen, ihn anzubeten.

### Dialog
Im Palast Nabuccos in Babylon
Der babylonische Hauptmann Arioco bewacht den Schlaf Nabuccos („Ombre timide e oscure“ – „Regie pupille“). Nabucco träumt von einem Riesen mit goldener Stirn und silberner Brust, der auf tönernen Füßen steht. Er erwacht und verscheucht das lästige Trugbild. Arioco teilt ihm mit, dass die Vorbereitungen zu seiner Siegesfeier abgeschlossen seien. Besorgt wegen seines Traumes vertagt Nabucco die Feier und lässt seine Wahrsager und Gelehrten rufen. Er hat böse Vorahnungen („Per non vivere infelice“).
Vor der goldenen Statue
Daniele wundert sich über den Hochmut Nabuccos, der glaubt, nur mit seinem Diadem bewaffnet den Sternen den Krieg erklären zu können, aber dabei nicht einmal seine eigenen Ängste im Griff hat („Confondansi i Suberbi!“). Die drei israelitischen Jünglinge Anania, Azaria und Misaele preisen Gott („S’al Dio d’israelle i Cieli“). Daniele schließt sich ihnen an.
Arioco präsentiert dem babylonischen Volk die vergoldete Statue Nabuccos. Nabucco fordert alle auf, die Pracht seines Abbilds zu bewundern, zu dem der spanische Fluss Tajo mit Goldstaub beigetragen hat („S’alla mia imago“). Der Chor der Chaldäer antwortet wie gefordert mit einem Lobpreis („Vola la flamma“). Sie knien anbetend vor der Statue nieder („All’augusto simolacro“). Nur Anania, Azaria und Misaele lassen sich nicht von dem Glanz blenden. Sie verspotten das aus Staub errichtete Abbild. Nabucco versucht zunächst, seinen Zorn zurückzuhalten. Als aber die drei Jünglinge erklären, dass Licht, Himmel und Vernunft seine Anbetung verbieten, droht Nabucco, sie in einen glühenden Ofen zu werfen, falls sie nicht nachgeben. Da sie standhaft bleiben, lässt er das Urteil vollstrecken.
Im Feuerofen
Durch ein göttliches Wunder bleiben die drei Jünglinge im Ofen unversehrt. Sie genießen ihren Aufenthalt dort regelrecht. Anania fühlt sich durch die Flammen liebkost („Tra le vampe d’ardenti fornaci“), Azaria verspürt sanfte erquickende Südwinde („La mia fede dal fuoco nasci“), und Misaele vergleicht die Flammen mit Rosen („Le facelle, che qui s’accendono“). Daniele kommentiert ihre Gesänge und ermutigt die drei. Gemeinsam preisen sie den Herrn. Der Chor fasst abschließend die Ereignisse zusammen: Wo die kindliche Unschuld kämpft, stürzen die Hochmütigen („Mortale, è più che vero“).

## Gestaltung
Die Musik ist gekennzeichnet durch sinnliche Pracht und „einer ganz und gar mediterranen, typisch insularen Ausdrucksglut“. Schon im Prolog wird der Fluss Euphrat lautmalerisch durch „homorhythmische Oktav-Quartolen voller Unisono-Rückhalte und -Dissonanzen des ganzen Orchesters“ abgebildet.:27
Die musikalischen Formen sind äußerst abwechslungsreich. Zum einen gibt es schlicht gehaltene Rezitative mit syllabischer Deklamation, wobei Falvetti großen Wert auf eine natürliche Wortbetonung legte und bestimmte Wortbedeutungen durch die Notenlänge und gelegentliche Dissonanzen und Verzierungen hervorhob. Die Solo-Arien sind unterschiedlich gestaltet. Sechs von ihnen werden nur vom Continuo begleitet. Die anderen haben Instrumental-Ritornelle oder konzertierende Instrumente.:28 Im Instrumentalsatz kommen sowohl homorhythmische als auch kontrapunktische Stellen vor. Zusätzlich gibt es farbenreiche Choreinwürfe unterschiedlichster Art.:29

## Werkgeschichte
Il Nabucco ist nach Il diluvio universale von 1682 das zweite erhaltene Oratorium Michelangelo Falvettis. Das Libretto stammt ebenso wie das des Vorgängerwerks von Vincenzo Giattini. Es basiert auf den Kapiteln 2 und 3 des Buchs Daniel im Alten Testament der Bibel.:27
Das Werk entstand in Messina im Jahr 1683, nur fünf Jahre nach der Niederschlagung des Aufstands gegen die spanische Vorherrschaft, in deren Folge sich die politische, wirtschaftliche und kulturelle Lage der Bevölkerung drastisch verschlechterte. Beispielsweise wurden die alten Domglocken für ein Bronze-Denkmal des spanischen Königs Karl II. eingeschmolzen. An diesem Standbild kam Falvetti täglich vorbei. Sein Oratorium Il Nabucco wirkt daher wie eine Analogie auf die aktuelle Situation in Messina und eine Rechtfertigung des Protests gegen die Spanier.:31f An einer Stelle im Text wird Spanien gar offen mit den heidnischen Mauren verglichen: „S’alla mia imago tributa il Tago arene d’oro, grati profumi d’arabi fumi tramanda il Moro“ („So wie der Tajo meinem Abbild Goldstaub als Tribut zahlt, überreicht der Maure dankbar arabische Düfte“). Dabei wird die Person des Nabucco aber nicht ausschließlich negativ beurteilt. Er hat durchaus Skrupel und steht, wie schon der Prolog darlegt, unter schlechtem Einfluss.:8
Ab 2012 nahm sich der Dirigent Leonardo García Alarcón des Werks an. Die Originalpartitur gibt kaum Hinweise über die Besetzung bei der Uraufführung.:9 Alarcón erstellte eine Fassung mit stark erweiterter Besetzung, die anhand von Hinweisen im Alten Testament dem damaligen Klangbild möglichst nahe kommen sollte, deren Instrumente aber zu Zeiten Falvettis bekannt waren. So wurde vor allem an den Schlüsselstellen viele zusätzliche Blas-, Streich- und Schlaginstrumente eingesetzt.:33 Diese Fassung wurde zunächst im September 2012 beim Festival von Ambronay vorgestellt. Anschließend wurde sie vielen weiteren Städten aufgeführt und auch im Radio übertragen. Von der Aufführung in Ambronay ist ein CD-Mitschnitt erhältlich.